# Książę mroku
Książę mroku (ang. Dark Prince) – powieść fantasy brytyjskiego pisarza Davida Gemmella. Wydana w 1991 roku, była drugą i ostatnią powieścią w której pojawił się Parmenion. Powieść jest sequelem wydanego rok wcześniej Lwa Macedonii.
Parmenion jest Spartańczykiem, ale nie szanowany przez swoich pobratymców, gdyż jego matka jest Macedonką. W drugiej części jego przygód odnaleźć można więcej elementów fantasy, a mniej fikcji historycznej. Czas akcji przypada na panowanie Aleksandra Wielkiego.
W Polsce została wydana w 2002 roku nakładem wydawnictwa Zysk i S-ka w przekładzie Ewy Wojtczak i Dariusza Wojtczaka. Pierwsze polskie wydanie miało 488 stron (ISBN 83-7150-614-7)..